# Gran Logia Constitucional del Perú
La Gran Logia Constitucional del Perú es una Gran Logia fundada en la ciudad de Lima el 27 de julio de 2004, conforme a las leyes peruanas. Es miembro de la Confederación Inter-Americana de Masonería Simbólica (CIMAS), de la Conferencia Masónica Americana (COMAM) y de la Confederación Continental de Potencias Masónicas Americanas (CCPOMA) y ha sido la primera Gran Logia Adogmática del Perú en ser aceptada y reconocida por Centre de Liaison et d'Information des Puissances maçonniques Signataires de l'Appel de Strasbourg (CLIPSAS). 
La Gran Logia Constitucional del Perú es considerada una Gran Logia Liberal y Adogmática a nivel internacional y reconocida por el Gran Oriente de Francia (GOdF) como potencia soberana en el territorio peruano.
Fue fundada el 27 de julio de 2004 por Julio Pacheco Girón, siendo su gran maestre (fundador) hasta el 30 de noviembre de 2014. Su actual gran maestre es Felipe Guevara Morán.

## Introducción
La Gran Logia Constitucional del Perú trabaja con los tres ritos de la masonería universal, sus integrantes pueden ser indistintamente hombres y mujeres, albergando en su seno tanto a logias de varones como a logias de damas y a logias mixtas (de ambos sexos).

## Organización
La Gran Asamblea es el estamento máximo superior de la Gran Logia Constitucional del Perú, la cual está conformada por los Venerables Maestros en ejercicio de cada una de las logias o sus representantes, los ex-venerables Maestros y los ex Grandes Maestros.
El Organismo Judicial de la Gran Logia Constitucional del Perú está constituido por los tribunales encargados de administrar justicia en los casos que conforme a la regulación de la institución, así lo requiera.
Estos tribunales son:
1º El Consejo de Justicia de la Logia (primera instancia).
2º Gran Consejo de Justicia Revisor (segunda instancia y que corresponde a la Gran Asamblea).

## Logias de la Jurisdicción
1. P:.B:.F:.C:.R:.L:.S: Fénix 137 Nº 1			            (Masculina)   Lima - Perú
2. F:.C:.R:.L:.S:       Luz Invisible Nº 2		     	    (Masculina)   Lima - Perú
3. P:.R:.L:.S:.	      Luis Heysen Incháustegui Nº 3         (Masculina)   Lima - Perú
4. P:.R:.L:.S:.         Illariy Nº 4                          (Mixta)       Lima - Perú
5. R:.L:.S:.            Unión Fraternal Nº 5                  (Masculina)   Lima - Perú
6. R:.L:.S:.            Cordillera Escalera Nº 6              (Masculina)   Tarapoto - Perú
7. R:.L:.S:. 	          Integración Americana Nº 7            (Masculina)   Miami - EE. UU.
8. R:.L:.S:. 	          Armonía Escocesa Franco Peruana Nº 8  (Masculina)   Lima - Perú
9. R:.L:.S:. 	          Faro de Luz El Guarco Nº 9            (Masculina)   Cañete - Perú
10. R:.L:.S:. 	          Parthenon 4 Nº 10                     (Masculina)   Lima - Perú
11. R:.L:.S:. 	          Integración Caballeros del Sol Nº 11  (Masculina)   New York - EE. UU.
12. R:.L:.S:. 	          Serge Reynaud de la Ferriere Nº 12    (Mixta)       Lima - Perú
13. R:.L:.S:. 	          Clorinda Matto de Turner Nº 13        (Mixta)       Cuzco - Perú
14. R:.L:.S:.	          Luz del Titicaca Nº 14                (Mixta)       Puno - Perú
15. R:.L:.S:.	          (vacante) Nº 15
16. R:.L:.S:.	          Génesis de América Nº 16	            (Masculina)	  New York - EE. UU.
17. R:.L:.S:.	          Constructores del Templo Nº 17	    (Masculina)	  New York - EE. UU.
18. R:.L:.S:.	          José Martí Nº 18	                    (Masculina)	  Palma de Soriano - Cuba
19. R:.L:.S:.	          Constitucional de Chorotega Nº 19	    (Mixta)	      Chorotega - Costa Rica
20. R:.L:.S:.	          Apodíctica de La Plata Nº 20	        (Femenina)	  Buenos Aires - Argentina
21. R:.L:.S:.	          Ortodoxa de Francmasones Aurora Nº 21	(Masculina)	  La Habana - Cuba
22. R:.L:.S:.	          Renacimiento Oriental Nº 22	        (Masculina)	  Santiago de Cuba - Cuba
23. Triángulo Masónico	  Mampira Nº 23	                        (Femenina)    Chanchamayo - Perú
24. R:.L:.S:.	          Unión y Confianza Nº 24	            (Masculina)	  Jovellanos - Cuba
25. R:.L:.S:.            Norma Mazur Nº 25	                    (Femenina)	  Buenos Aires - Argentina
26. Triángulo Masónico	  Lux Hypatia Hermética Nº 26	        (Femenina)	  Buenos Aires - Argentina
27. Triángulo Masónico	  Cordillera Azul Nº 27	                (Masculina)	  Tarapoto - Perú
28. Triángulo Masónico	  Inti Inti Nº 28	                    (Masculina)	  Cuzco - Perú
29. R:.L:.S:.	          Luz en la Luz A:.P:. Nº 29	        (Masculina)	  Cuzco - Perú

## Reconocimiento masónico
La Gran Logia Constitucional del Perú ha firmado hasta el momento tratados de amistad y reconocimiento mutuo con otras instituciones masónicas universales dentro de la libertad absoluta de conciencia y género:[cita requerida]
1. Gran Oriente de Francia
2. Gran Logia Oriental del Perú
3. Gran Logia del Centro del Perú

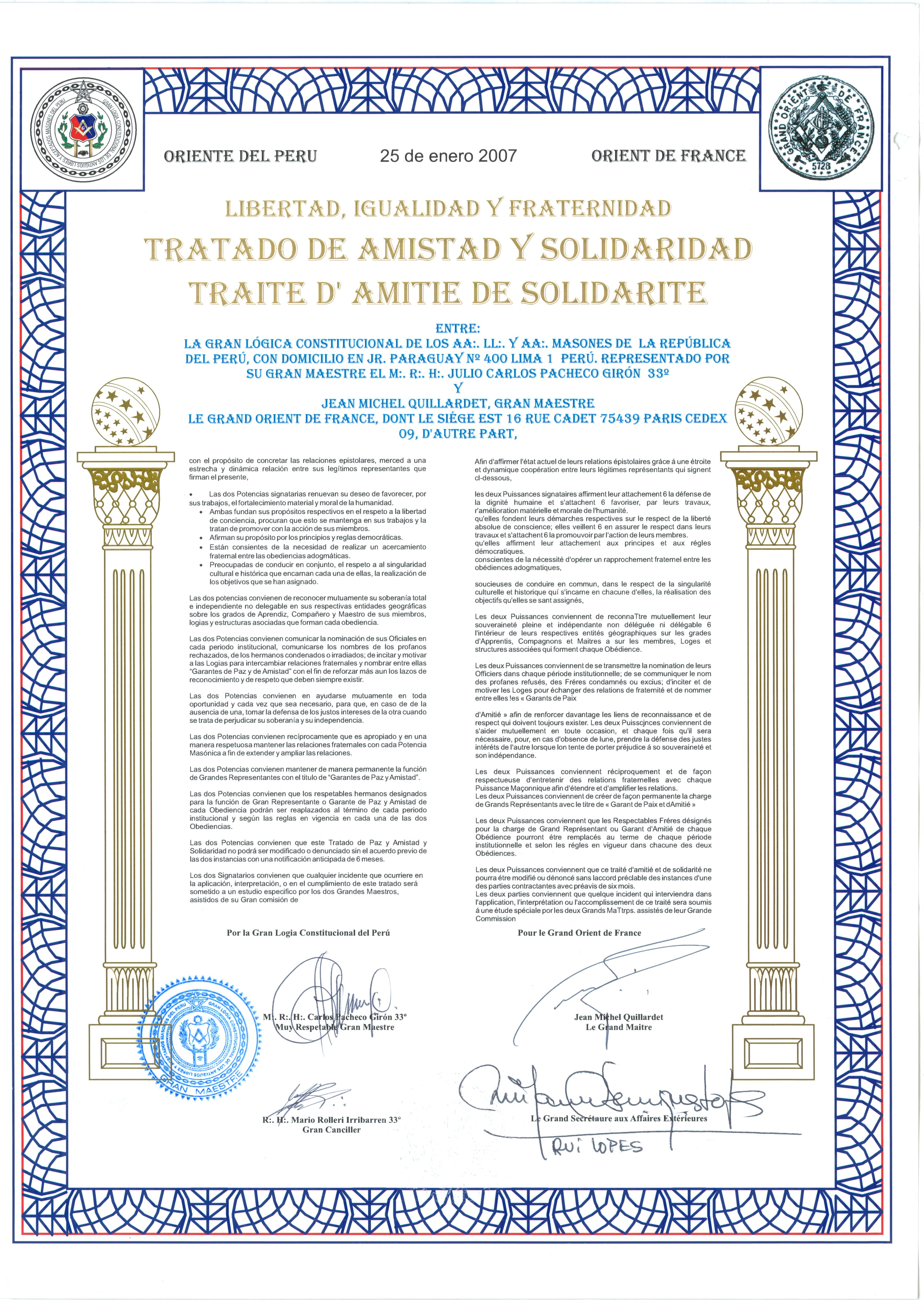
Tratado de Amistad y Correspondencia masónica entre la Gran Logia Constitucional del Perú y el Gran Oriente de Francia.

4. Gran Logia Universal de la Nueva Era (GLUNE)
5. Gran Logia de la Nueva Era para el Oeste de los EE. UU. de América
6. Gran Logia Femenina de Rumanía
7. Gran Logia Nacional del Canadá
8. Gran Logia Mixta de Puerto Rico
9. Gran Oriente Ecuatoriano Nueva Era
10. Federación Colombiana de Logias Masónicas
11. Serenísima Gran Logia de la Lengua Española para los EE. UU. de América
12. Gran Oriente Federal de la República de Argentina
13. Gran Logia Tradicional de Portugal
14. Gran Logia Mixta Universal de México
15. Gran Oriente de la Francmasonería Mixta Universal del Uruguay
16. Gran Oriente de Chile
17. Gran Logia Haitiana de San Juan
18. Gran Logia Unida de Paraná (Brasil)
19. Gran Logia Central del Líbano
20. Gran Logia de Italia (UMSOI)
21. Soberano Santuario de la Orden Masónica Mixta del Antiguo y Primitivo Rito Egipcio de Memphis Mizrain del Perú
22. Gran Logia de Antiguos, Libres y Aceptados Masones del Universo - G.·.L.·.U.·. - Potencia Internacional

## Logias mixtas y femeninas
Desde su fundación, la Gran Logia Constitucional del Perú difunde el trabajo y la masonería universal sea está masculina, femenina y/o mixta dentro de una libertad absoluta de conciencia.

## Enlaces
Gran Logia De Los Antiguos, Libres y Aceptados Masones Del Universo - Potencia Internacional
Facebook
Fanpage